# Applejack

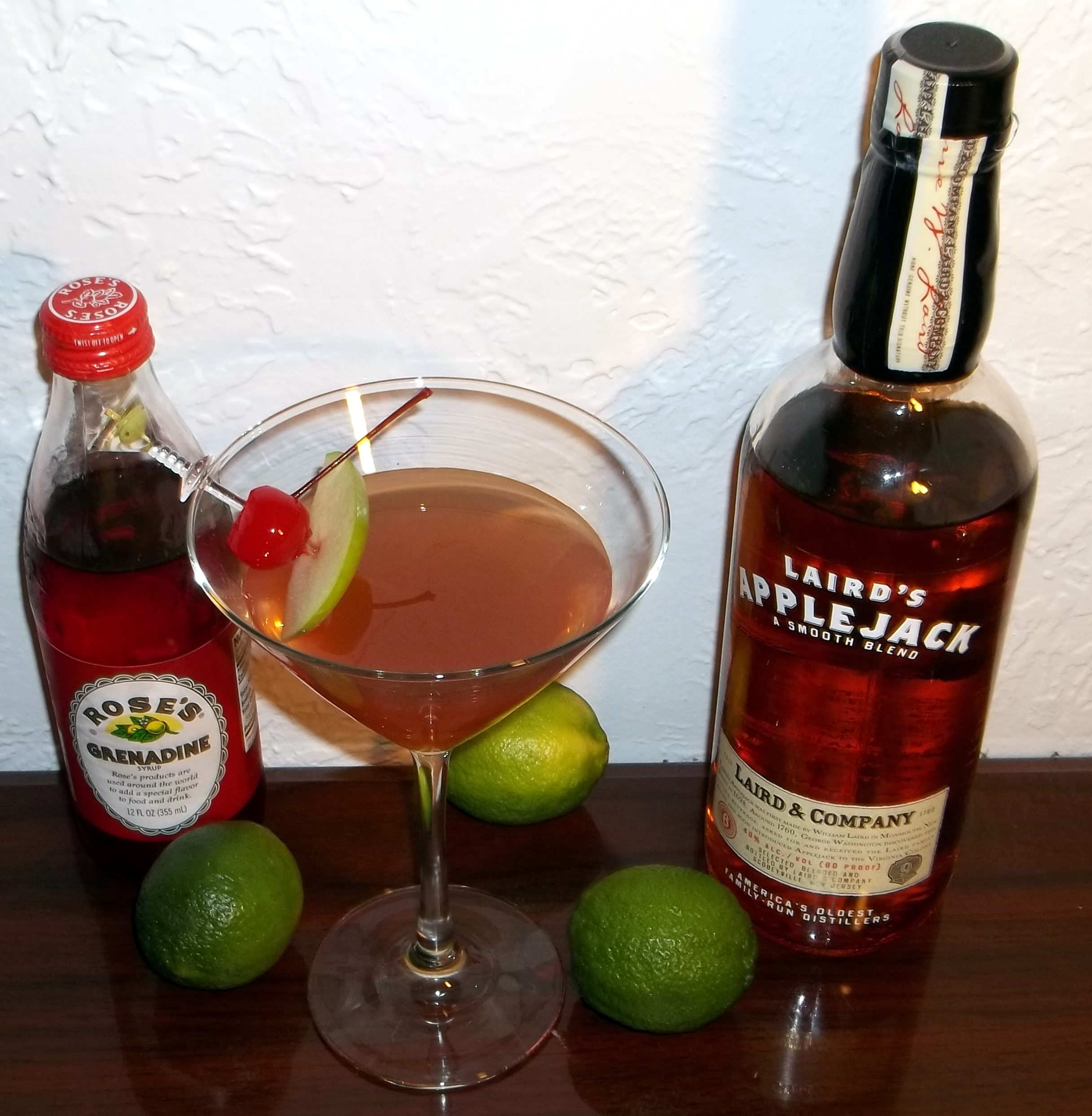
Bouteille d'applejack et cocktail

L’applejack est une boisson alcoolisée produite à partir de pommes.
Elle remonte à la période où les États-Unis étaient une colonie anglaise. Elle est fabriquée à partir de la concentration de cidre brut, par distillation fractionnée à très basse température, ou à chaud (évaporation). Le terme applejack dérive de jacking, nom vernaculaire de la distillation.

À partir du jus fermenté, avec une teneur en alcool de moins de dix pour cent, on obtient un concentré d'une teneur de trente à quarante pour cent d'alcool, légèrement sucré, qui possède en général le goût et l’odeur de pomme. 
En raison du coût relativement plus élevé et d'une baisse de rendement de l'alcool produit à partir de la fermentation de fruits, les produits commercialement appelés applejack (aux États-Unis d’Amérique) peuvent être constitués de jus de pomme additionné d'eau-de-vie de grain jusqu'à ce que le spiritueux atteigne le taux d'alcool désiré. 
La plus vieille distillerie en Amérique est Scobeyville, Laird & Co producteur d’applejack dans le New Jersey.
 
L’applejack est lié à l’histoire du New Jersey, il servait de monnaie pour payer les équipes de construction routière au XVIIIe siècle. 
Autour de 1760, George Washington y goûte pour la première fois, demande et obtient la recette familiale Laird et l’applejack est bientôt introduite en Virginie. 
L'applejack est le spiritueux de base du Jack Rose.